# Carex oenensis
Carex oenensis là một loài thực vật có hoa trong họ Cói. Loài này được A.Neumann ex B.Walln. mô tả khoa học đầu tiên năm 1992.